# Ocean Grove
Ocean Grove es una banda australiana de nu metal formada en Melbourne en 2010. La banda está formada por el trío central formado por el vocalista Dale Tanner, el baterista/productor/guitarrista Sam Bassal y el bajista/vocalista Brent "Twiggy" Hunter, junto con los miembros que sólo tocan en el estudio Luke "Poochy" Holmes y el guitarrista/productor Matthew "Running Touch" Kopp.
La banda ha lanzado cuatro álbumes de estudio: The Rhapsody Tapes (2017), Flip Phone Fantasy (2020), Up in the Air Forever (2022) y su más reciente trabajo Oddworld (2024), y dos EPs: Outsider (2013) y Black Label (2015).

## Historia

### Formación y sus primeros lanzamientos (2010–2016)
Ocean Grove se formó en 2010 en Melbourne, originalmente como una banda de post-hardcore compuesta por Luke Holmes (voz principal), Dale Tanner (voz/bajo), Running Touch, Jimmy Hall (guitarra) y Matias Morales (batería). Esta formación lanzó una demo en 2010, seguida de su primer EP Outsider, en 2013, antes de que Morales dejara la banda ese mismo año y fuera reemplazado por Sam Bassal. A finales de 2013, lanzaron un sencillo titulado "The Dead Years". 
En 2014, Running Touch dejó de girar con la banda para centrarse en su proyecto en solitario, permaneciendo como miembro del estudio, y Matt Henley se incorporó como su nuevo guitarrista en directo. El 12 de junio de 2015, la banda lanzó su segundo EP Black Label, que alcanzó el puesto número 50 en la lista ARIA. 
A este le siguió la gira de Black Label por Australia en julio de 2015, con la colaboración de Devastator y Void of Vision. La banda fue telonera junto a Like Moths to Flames, Buried in Verona y August Burns Red en la gira australiana de Northlane en noviembre de 2015. En 2016, Ocean Grove apoyó a In Hearts Wake y Northlane en su gira "Equinox" como teloneros.

### The Rhapsody Tapes(2016–2018)
El 27 de abril de 2016, la banda firmó con UNFD y lanzó un nuevo sencillo, "Lights on Kind of Lover". El EP Black Label se lanzó en Estados Unidos y Europa bajo el título revisado de Black Label (Sublime Vol.), incluyendo "Lights on Kind of Lover".
El 1 de diciembre de 2016, Ocean Grove lanzó un nuevo sencillo, "These Boys Light Fires". El 21 de diciembre lanzaron otro sencillo, "Intimate Alien", junto con su videoclip, y anunciaron que lanzarían su primer álbum de estudio The Rhapsody Tapes, el 3 de febrero de 2017. Tras su lanzamiento, The Rhapsody Tapes alcanzó el número 5 en la lista de álbumes ARIA en su primera semana y fue seleccionado como "Álbum Destacado" por la emisora de radio australiana Triple J.
El 24 de mayo de 2017, Ocean Grove anunció su gira nacional como cabeza de cartel, que se extendió del 4 al 12 de agosto con la colaboración de Justice for the Damned, Broken y Beverly Chills. Posteriormente, la banda teloneó a Northlane en su gira mundial Mesmer por Europa y el Reino Unido, junto a Erra e Invent Animate, del 23 de noviembre al 16 de diciembre de 2017. A esto le siguió su primera actuación en Estados Unidos, teloneando a August Burns Red en su gira de 38 fechas "The Phantom Anthem Tour", junto a Born of Osiris y Erra en enero y febrero de 2018.
Ocean Grove fue una de las bandas que actuó en el primer Download Festival Australia en el hipódromo de Flemington, Melbourne, el 24 de marzo de 2018, además de tocar esa misma semana en Sídney, Brisbane y Adelaida, teloneando a Limp Bizkit y Of Mice & Men.

### Cambios de alineación yFlip Phone Fantasy(2018–2021)
El 2 de mayo de 2018, Ocean Grove firmó un contrato editorial mundial con BMG. En una entrevista con la revista Depth, Dale Tanner reveló que la banda estaba trabajando en material para un nuevo álbum, y en otra entrevista con Spotlight Report declaró que lanzarían un nuevo sencillo a finales de año y que el nuevo álbum posiblemente saldría en 2019.
El 14 de diciembre de 2018, Ocean Grove lanzó el sencillo "Glass Gloss" y anunció que el vocalista Luke Holmes y el guitarrista Jimmy Hall dejarían la banda y actuarían con la banda por última vez en el Unify Gathering el 11 de enero de 2019, continuando como cuarteto.
El 3 de febrero de 2019, la banda lanzó un avance de su nuevo miembro, inspirado en el menú de selección de personajes de Tony Hawk's Pro Skater. El 4 de febrero de 2019, estrenaron un nuevo sencillo, "Ask for the Anthem", y anunciaron la incorporación de Twiggy Hunter a la formación como bajista y corista, con Dale Tanner como vocalista a tiempo completo. El 1 de octubre de 2021, la banda anunció la salida del guitarrista Matt Henley.

### Up in the Air ForeveryOddworld(2022–presente)
En enero de 2022, el grupo anunció el lanzamiento de su tercer álbum de estudio Up in the Air Forever el 22 de abril de 2022. El álbum, precedido por los sencillos «Cali Sun», «Silver Lining» y «Sex Dope Gold», presentaba un sonido más melódico con influencias del rock alternativo.
En mayo de 2024, la banda anunció el lanzamiento de su propio sello, Oddworld Records, y también firmó oficialmente con SharpTone Records. Ocean Grove lanzó el sencillo «Fly Away» en mayo y «My Disaster» en julio de 2024, mostrando una influencia metalcore más agresiva dentro de su sonido nu metal.
En agosto de ese año, lanzaron el sencillo "Raindrop" y anunciaron su cuarto álbum (y el primero de SharpTone) Oddworld que se lanzaría el 22 de noviembre de 2024. Fue durante la campaña de este álbum que la banda reveló que, desde su salida, tanto Matthew Kopp como Luke Holmes han estado involucrados en la banda en diversos grados, aunque de forma discreta. Aunque podrían presentarse en algunos conciertos en vivo, seguirán siendo predominantemente miembros del estudio por ahora, refiriéndose al grupo como "The Oddworld Collective".

## Estilo musical
Ocean Grove es una banda de nu metal y metal alternativo. También han incorporado elementos de metalcore, hip-hop, hardcore punk y grunge La banda ha descrito su sonido como "Odd World Music" y lo menciona como tal en sus letras. Louder Sound describió el sonido del grupo como un "cóctel disperso de hardcore, nu metal, grunge, rock alternativo y hip-hop electrónico".

## Miembros
| Miembros actuales - Dale Tanner – voz (2010-presente), bajo (2010-2019) - Sam Bassal – batería (2013-presente), guitarra (2021-presente; solo en estudio) - Brent "Twiggy" Hunter – bajo, voz (2019-presente) - Luke Holmes – voz (2010-2019, 2024-presente; solo en estudio) - Matthew Kopp – guitarra (2010-2014), samples, teclados, voz (2014-2021, 2024-presente; solo en estudio) | Miembros anteriores - James "Jimmy" Hall – guitarra (2010–2019) - Matias Morales – batería (2010–2012) - Emile Battour – batería y voz (2012–2013) - Matthew Henley – guitarra (2014–2021) |

Linea del tiempo

## Discografía

### Álbumes de estudio
| Título                | Detalles | Posiciones |
| Título                | Detalles | AUS        |
| --------------------- | --- | ---------- |
| The Rhapsody Tapes    | - Lanzamiento: 3 de febrero de 2017 - Discografía: UNFD - Formatos: CD, cassette, descarga digital, LP, streaming         | 5          |
| Flip Phone Fantasy    | - Lanzamiento: 13 de marzo de 2020 - Discografía: UNFD - Formatos: CD, cassette, descarga digital, LP, streaming          | 8          |
| Up in the Air Forever | - Lanzamiento: 22 de abril de 2022 - Discografía: UNFD - Formatos: CD, cassette, descarga digital, LP, streaming          | 8          |
| Oddworld              | - Lanzamiento: 22 de noviembre de 2024 - Discografía: SharpTone - Formatos: CD, cassette, descarga digital, LP, streaming | 90         |

### EPs
| Título      | Detalles                                                                                        | Posiciones |
| Título      | Detalles                                                                                        | AUS        |
| ----------- | ----------------------------------------------------------------------------------------------- | ---------- |
| Outsider    | - Lanzamiento: 3 de marzo de 2013 - Discografía: Independiente - Formatos: CD, descarga digital | —          |
| Black Label | - Lanzamiento: 12 de junio de 2015 - Discografía: Independent - Formatos: CD, descarga digital  | 50         |